# Bienvenue Kanakimana
Bienvenue Kanakimana (Bujumbura, 28 dicembre 1999) è un calciatore burundese, attaccante del Jablonec e della nazionale burundese.

## Caratteristiche tecniche
È un'ala destra.

## Carriera

### Club
Ha giocato nella prima divisione ceca.

### Nazionale
Ha giocato nella nazionale burundese Under-20, con la quale nel 2019 ha anche messo a segno una rete nella Coppa d'Africa di categoria.
Il 4 settembre 2019 ha esordito con la nazionale burundese disputando l'incontro di qualificazione per i Mondiali 2022 pareggiato 1-1 contro la Tanzania.

## Statistiche

### Cronologia presenze e reti in nazionale
| Cronologia completa delle presenze e delle reti in nazionale ― Burundi | Cronologia completa delle presenze e delle reti in nazionale ― Burundi | Cronologia completa delle presenze e delle reti in nazionale ― Burundi | Cronologia completa delle presenze e delle reti in nazionale ― Burundi | Cronologia completa delle presenze e delle reti in nazionale ― Burundi | Cronologia completa delle presenze e delle reti in nazionale ― Burundi | Cronologia completa delle presenze e delle reti in nazionale ― Burundi | Cronologia completa delle presenze e delle reti in nazionale ― Burundi |
| Data                                                                   | Città                                                                  | In casa                                                                | Risultato                                                              | Ospiti                                                                 | Competizione                                                           | Reti                                                                   | Note                                                                   |
| ---------------------------------------------------------------------- | ---------------------------------------------------------------------- | ---------------------------------------------------------------------- | ---------------------------------------------------------------------- | ---------------------------------------------------------------------- | ---------------------------------------------------------------------- | ---------------------------------------------------------------------- | ---------------------------------------------------------------------- |
| 4-9-2019                                                               | Bujumbura                                                              | Burundi                                                                | 1 – 1                                                                  | Tanzania                                                               | Qual. Mondiali 2022                                                    | -                                                                      | 69’                                                                    |
| 8-9-2019                                                               | Dar es Salaam                                                          | Tanzania                                                               | 1 – 1 (3 – 0 dtr)                                                      | Burundi                                                                | Qual. Mondiali 2022                                                    | -                                                                      | 87’                                                                    |
| 13-9-2019                                                              | Bangui                                                                 | Rep. Centrafricana                                                     | 2 – 0                                                                  | Burundi                                                                | Qual. Coppa d'Africa 2021                                              | -                                                                      | 54’                                                                    |
| 19-9-2019                                                              | Bujumbura                                                              | Burundi                                                                | 0 – 3                                                                  | Marocco                                                                | Qual. Coppa d'Africa 2021                                              | -                                                                      | 50’                                                                    |
| 30-3-2021                                                              | Rabat                                                                  | Marocco                                                                | 1 – 0                                                                  | Burundi                                                                | Qual. Coppa d'Africa 2021                                              | -                                                                      | 58’                                                                    |
| 25-3-2023                                                              | Bekasi                                                                 | Indonesia                                                              | 3 – 1                                                                  | Burundi                                                                | Amichevole                                                             | -                                                                      | 73’                                                                    |
| 20-6-2023                                                              | Dar es Salaam                                                          | Burundi                                                                | 3 – 2                                                                  | Namibia                                                                | Qual. Coppa d'Africa 2023                                              | -                                                                      | 46’                                                                    |
| 12-9-2023                                                              | Garoua                                                                 | Camerun                                                                | 3 – 0                                                                  | Burundi                                                                | Qual. Coppa d'Africa 2023                                              | -                                                                      | 73’                                                                    |
| 16-11-2023                                                             | Dar es Salaam                                                          | Burundi                                                                | 3 – 2                                                                  | Gambia                                                                 | Qual. Mondiali 2026                                                    | -                                                                      | 81’                                                                    |
| 19-11-2023                                                             | Dar-es-Salaam                                                          | Burundi                                                                | 1 – 2                                                                  | Gabon                                                                  | Qual. Mondiali 2026                                                    | -                                                                      | 46’                                                                    |
| 6-6-2024                                                               | Lilongwe                                                               | Kenya                                                                  | 1 – 1                                                                  | Burundi                                                                | Qual. Mondiali 2026                                                    | -                                                                      | 80’                                                                    |
| Totale                                                                 |                                                                        | Presenze                                                               | 11                                                                     |                                                                        | Reti                                                                   | 0                                                                      |                                                                        |